# Mesoleius dumeticola
Mesoleius dumeticola là một loài tò vò trong họ Ichneumonidae.